# Danalia ypsilon
Danalia ypsilon là một loài chân đều trong họ Cryptoniscidae. Loài này được Smith miêu tả khoa học năm 1906.